# César Villafañé Blanco
César Villafañé Blanco (Lleó, 8 d'agost de 1974) és un exfutbolista castellanolleonès, que ocupa la posició de migcampista.

## Trajectòria
Villafañé va destacar a la Cultural Leonesa, l'equip de la seua ciutat natal. La temporada 93/94 debuta amb el primer equip, i tot i jugar 34 partits i marcar 3 gols, el seu club va baixar a Tercera Divisió. Però, el lleonés apuntava maneres, i va ser fitxat per la UD Salamanca, amb la qual va pujar a Primera Divisió.
La temporada 1995-96 va ser la primera del migcampista a la màxima divisió. Va jugar només 7 partits, i el seu equip fou cuer. A la 1996/97 no compta per a l'entrenador salmantí i és cedit, primer al CD Numancia i després al Racing de Ferrol, jugant quinze partits a cada equip.
Retorna a Salamanca i a la primera divisió a la 1997/98, però només disputa tres minuts d'un partit. A l'hivern retorna a la Cultural Leonesa, on jugaria a un bon nivell.
L'estiu del 1998 fitxa per la UP Plasencia, on és titular però l'entitat extremenya descendeix a Tercera. De nou a la Cultural Leonesa, serà un dels jugadors clau dels castellans a l'inici de la dècada, amb el qual va estar a punt de pujar a Segona A, però sense aconseguir-ho.
La 2003/04 juga al Zamora CF (34 partits i tres gols) i després passaria per clubs de Tercera, com el Ponferrada Promesas, l'Huracán Z i l'Atlético Bembibre, així com pel RAM León de futbol sala.